# Gau de Silèsia
El Gau de Silèsia (Gau Schlesien) va ser una divisió administrativa de l'Alemanya nazi de 1933 a 1941 a la Província prussiana de Silèsia. Al 1941, el gau es va dividir en dos: Alta i Baixa Silèsia.
El sistema nazi de Gau (en plural Gaue) va ser establert originalment en una conferència del partit, el 22 de maig de 1926, per tal de millorar l'administració de l'estructura del partit. A partir de 1933, després de la presa de poder nazi, els Gaue va reemplaçar cada vegada més als estats alemanys com a subdivisions administratives a Alemanya.
Al capdavant de cada Gau es va situar un Gauleiter, una posició cada vegada més poderosa, especialment després de l'esclat de la Segona Guerra Mundial, amb poca interferència des de dalt. El Gauleiter local sovint ocupava càrrecs governamentals i de partit, i s'encarregava, entre altres coses, de la propaganda i la vigilància i, a partir de setembre de 1944, el Volkssturm i la defensa de la Gau.
La posició de Gauleiter a l'Alta Silèsia va ser ocupada per Helmuth Brückner de 1926 a 1934 i de Josef Wagner de 1934 a 1941. Brückner va ser apartat de la seva posició després de la nit dels ganivets llargs i va ser expulsat del partit nazi. Va morir en captivitat dels soviètics després de la guerra. El seu successor Wagner, que també era Gauleiter de Westfàlia del Sud, va ser destituït de la seva posició el 1941 i expulsat del Partit Nazi. Arrestat per la Gestapo el 1944 va morir al maig de 1945 en circumstàncies poc clares.

## Gauleiters
- 1926-1934: Helmuth Brückner
- 1934-1941: Josef Wagner